# Drymaria
Drymaria är ett släkte av nejlikväxter. Drymaria ingår i familjen nejlikväxter.

## Bildgalleri

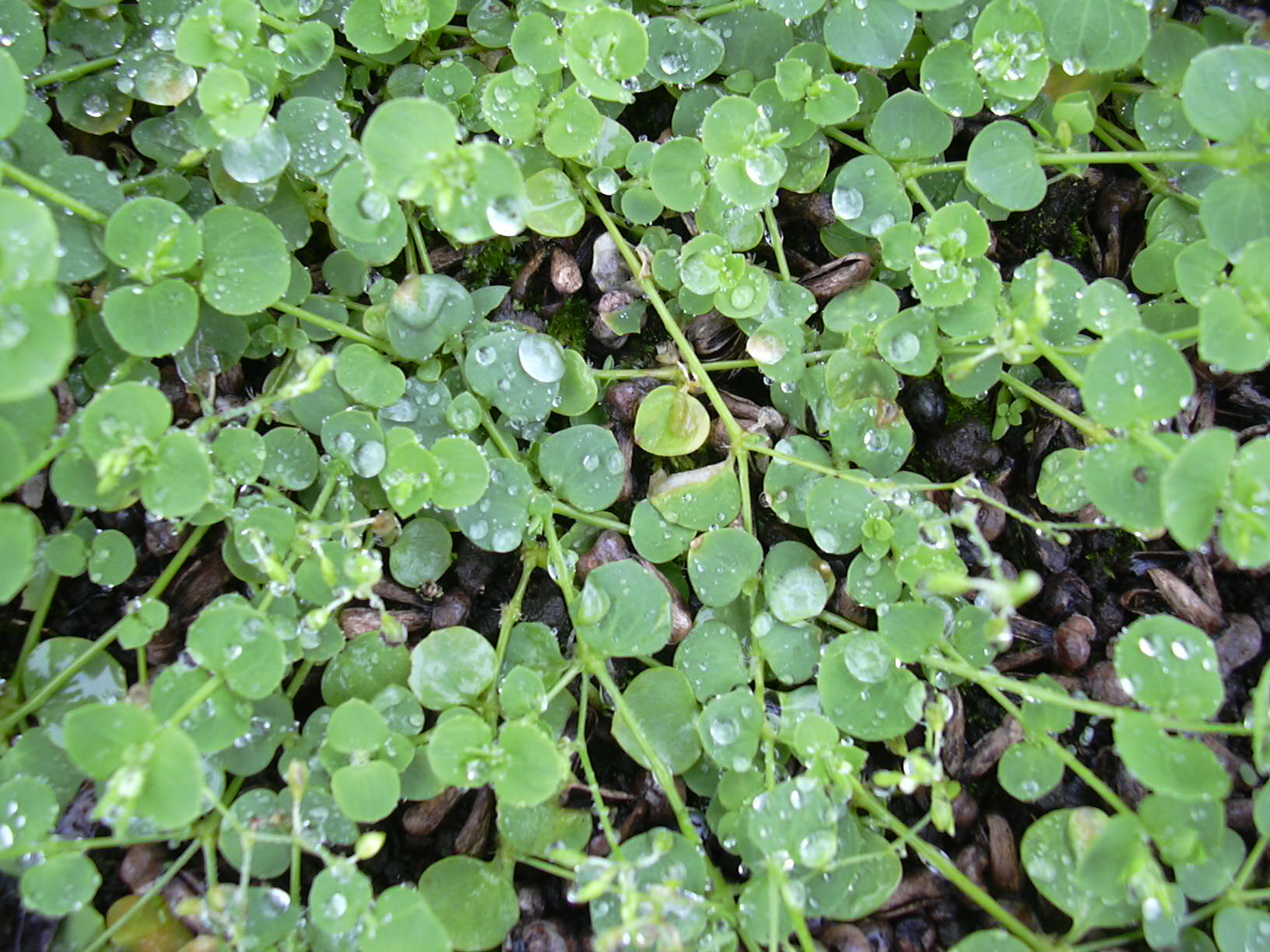

## Dottertaxa tillDrymaria, i alfabetisk ordning[1]
- Drymaria anomala
- Drymaria apetala
- Drymaria arenarioides
- Drymaria auriculipetala
- Drymaria axillaris
- Drymaria barkleyi
- Drymaria coahuilana
- Drymaria conzattii
- Drymaria cordata
- Drymaria debilis
- Drymaria divaricata
- Drymaria effusa
- Drymaria elata
- Drymaria engleriana
- Drymaria excisa
- Drymaria fasciculata
- Drymaria fenzliana
- Drymaria firmula
- Drymaria frutescens
- Drymaria gentryi
- Drymaria glaberrima
- Drymaria glandulosa
- Drymaria gracilis
- Drymaria grandiflora
- Drymaria grandis
- Drymaria holosteoides
- Drymaria hypericifolia
- Drymaria jenniferae
- Drymaria johnstonii
- Drymaria ladewii
- Drymaria laxiflora
- Drymaria leptophylla
- Drymaria longepedunculata
- Drymaria lyropetala
- Drymaria malachioides
- Drymaria molluginea
- Drymaria monticola
- Drymaria multiflora
- Drymaria ovata
- Drymaria pachyphylla
- Drymaria paposana
- Drymaria pattersonii
- Drymaria perennis
- Drymaria polycarpoides
- Drymaria praecox
- Drymaria pratheri
- Drymaria rotundifolia
- Drymaria stellarioides
- Drymaria stereophylla
- Drymaria stipitata
- Drymaria subumbellata
- Drymaria suffruticosa
- Drymaria tenuis
- Drymaria villosa
- Drymaria viscosa